# Grotta dell'Angelo (Andalusia)
La grotta dell'Angelo (in spagnolo: Cueva del Ángel) è un sito archeologico che si trova nel territorio comunale spagnolo di Lucena nella provincia di Cordova.

## Descrizione
Il sito archeologico ha dato alla luce una notevole quantità di materiale litico acheuleano che risale ad un periodo compreso tra 500 000 e 300 000 anni dal presente. Esistono prove geologiche, paleontologiche e archeologiche che indicano un'occupazione intensa e prolungata di questo sito. I numerosi resti ossei, decine di migliaia di ossa di animali trasportati dagli ominidi, tra cui elefanti, rinoceronti, cavalli, bisonti, cervi, tori, orsi, lupi, cinghiali e molti altri, e litici rinvenuti in questo sito, così come la matrice che li circonda, rivelano l'esposizione al fuoco. Questo, insieme al ritrovamento di un'ampia e profonda struttura di combustione nel profilo stratigrafico, supporta l'ipotesi che al momento dell'occupazione umana del sito vi fossero attività di lavorazione e consumo di grandi mammiferi.

## Ritrovamenti

### Resti umani
Nel 2012, il primo resto di ominide fu rinvenuto in un baratro della grotta. L'anno successivo, il cono di detriti situato nel baratro fu scavato per la prima volta. L'area totale scavata era di 6 m², raggiungendo una profondità di 1 m. Alla fine della stagione, furono rinvenuti più di 800 resti di Homo sapiens,[11] appartenenti a 50 neonati, giovani e adulti. Questi resti risalgono al Neolitico e al Calcolitico, mostrando chiare differenze tra i due periodi. Le ossa neolitiche presentano esposizione al fuoco e segni di taglio, mentre i resti calcolitici sono privi di entrambe queste caratteristiche. Inoltre, la distribuzione di entrambi i gruppi, insieme alla specifica tipologia di fratture che presentano, indicano che i cadaveri non furono deposti, ma gettati. Pertanto, i luoghi più probabili in cui furono gettati sono le cavità che collegano la grotta superiore e il baratro stesso.

### Resti litici
L'industria litica corrisponde all'Acheuleano, senza alcuna presenza di strumenti lavorati con la tecnica Levallois. Sebbene cronologicamente il sito corrisponda al periodo musteriano, il sito è acheuleano senza presentare cambiamenti significativi nella tipologia dell'industria litica lungo tutta la sequenza stratigrafica.
La selce è il materiale principale utilizzato per produrre utensili litici e molto raramente quarzite e calcite. Finora sono stati studiati più di 5.000 pezzi, di cui più della metà sono classificati come schegge e lame e più di 800 del totale esposto sono ritoccati, di cui il 70% sono raschiatoi. Sono state rinvenute anche 50 asce manuali, insieme a bulini, piccoli raschiatoi, nuclei e occasionalmente punte e punteruoli. I detriti ammontano a circa un quarto di tutti i pezzi analizzati. È importante sottolineare che oltre un terzo di questi pezzi mostra segni di esposizione a una fonte di alte temperature.